# ソー線
ソー線（Ligne de Sceaux）は、フランス・パリから南の郊外へかつて運行されていた鉄道路線である。パリ市内のリュクサンブール駅（1895年まではダンフェール＝ロシュロー駅）とソーのロバンソン(Robinson)駅、および途中のブール＝ラ＝レーヌ駅で分岐しサン＝レミ＝レ＝シュヴルーズ駅（1939年まではリムール(Limours)駅）を結んでいた。現在はRER B線の一部となっているが、ソー線という名は、今も通称として用いられることがある。

## 歴史

### 開業
パリの南郊外に位置するソーはパリからシャルトルなどへ向かう幹線鉄道の経路からは離れていた。一方、1838年には鉄道技術者ジャン＝クロード＝レピュブリカン・アルノー(Jean-Claude-Républicain Arnoux)によりアルノー式(Système Arnoux)と呼ばれる急曲線を通過可能にする技術が発明されていた。政府との協定に基づき、アルノーは1844年にパリ・ソー鉄道会社を設立した。
パリのアンフェール城門（現在のダンフェール＝ロシュロー駅）とソー駅の間10.5kmは1846年に開業した。6月7日に開業式が行われ、6月23日から営業運転が始まった。開業時の軌間は1.75mの広軌であった。
ブール＝ラ＝レーヌからソーまではアルノー式を活用した急曲線が連続していた。ブール＝ラ＝レーヌ駅南方では半径30mの曲線でほぼ直角に向きを変えていた。次のフォンテネー駅からソー駅までは丘を登るためつづら折れ状の線形となっており、半径50mから70mの曲線で4回、ほぼ180度ずつ曲がっていた。なおこの間の勾配は10.5パーミルであった。このほかダンフェール＝ロシュロー駅とソー駅の構内も急曲線によるラケット状のループ線となっており、機関車を付けかえることなく折り返しが可能になっていた。
その後、1854年にはブール＝ラ＝レーヌで分岐しオルセーまでの路線が開業した。

### パリ・オルレアン鉄道

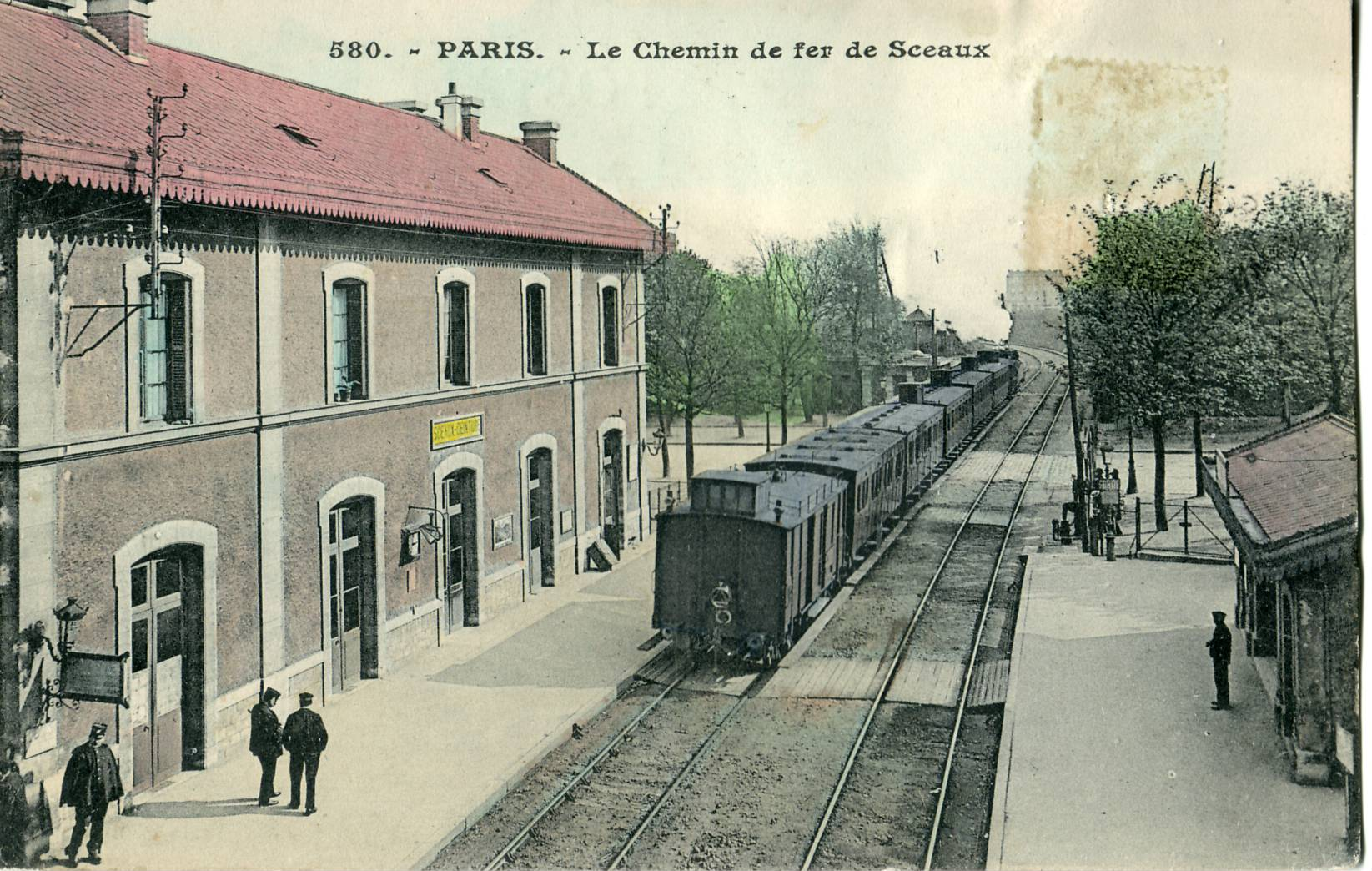
パリ・オルレアン鉄道時代のソー線（ソー・サンチュール駅）

1857年、ソー線はパリ・オルレアン鉄道に買収され同社の一路線となった。また1867年にはオルセーからサン＝レミ＝レ＝シュヴルーズを経由してリムールまで延長された。
この頃までソー線は他の鉄道路線との連絡のない孤立した路線だったが、1867年にプティト・サンチュールとの乗換駅としてソー・サンチュール駅（現シテ・ユニヴェルシテール駅）が、さらに1883年にはグランド・サンチュールとの接続駅としてマッシー・パレゾー駅が開業した。
また。19世紀末になると構造の複雑なアルノー式は時代遅れとなっており、1891年にはパリからブール＝ラ＝レーヌ経由リムールまでが標準軌(1435mm)に改軌され、車両もボギー台車を利用した物に改められた。ブール＝ラ＝レーヌ - ソー間は1893年に標準軌による軌道の全面的な付けかえが行われ、終点はロバンソン駅に変更された。
1895年には、それまでパリ側の起点だったダンフェール＝ロシュロー駅からパリ中心部に近いリュクサンブール駅までが延長された。これにより利便性が向上し、乗客は約50%増加した。

### 電化とCMP移管
1929年、メトロの運営会社であるパリ首都（メトロポリタン）鉄道(CMP)は、パリのターミナル駅から各方面に向かう郊外路線をパリ市内の地下線で相互に結ぶ計画を発表した。これは後のRERの基となるものであり、ソー線はリュクサンブール駅からセーヌ川を越えて右岸まで延長され、北部郊外方面への路線と直通運転を行うものとされた。
CMPとパリ・オルレアン鉄道、フランス政府、関係自治体の協議を経て、直通に備えたソー線の改良が行われ、1937年にはリュクサンブール - マッシー・パレゾー間が直流1500Vで電化された。このほか信号や駅の改良が行われ、運転本数は一日あたり53本から153本へと大きく増加した。
1938年のフランス国鉄発足時に、ソー線のマッシー・パレゾー以南はパリ・オルレアン鉄道の他の路線と同様フランス国鉄に移管されたが、リュクサンブール - マッシー・パレゾー間はCMPに移管され、以後はメトロの一部のように扱われ、‘S’ と付されてメトロの路線図に表示されるようになった。

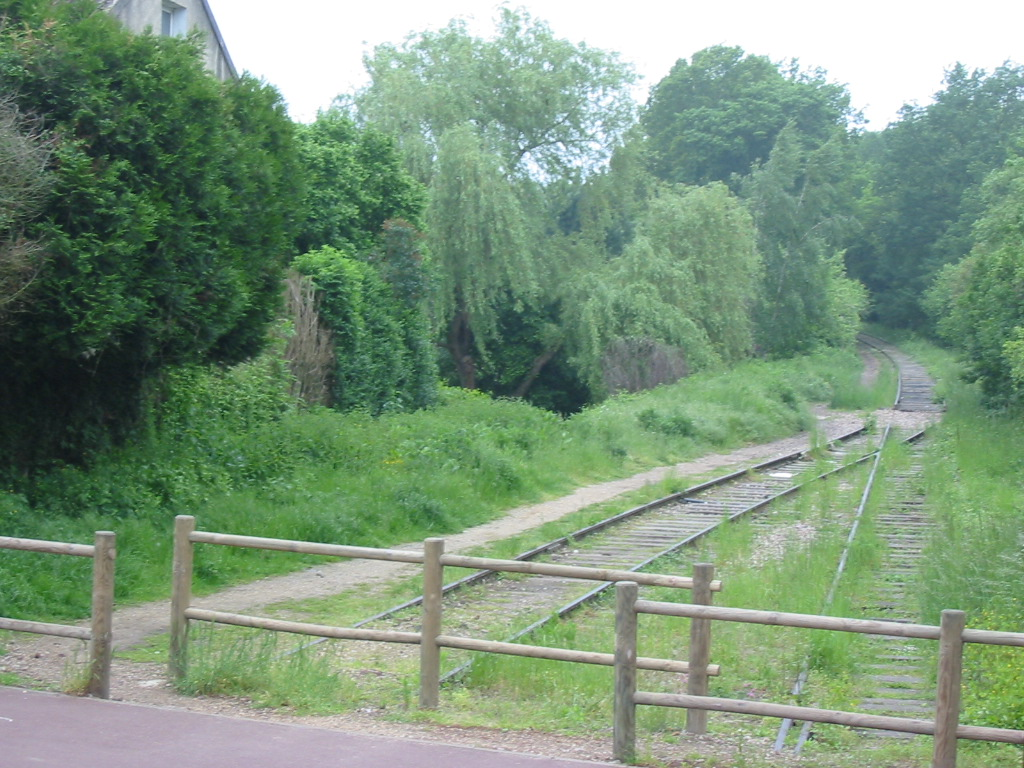
サン＝レミからリムール方面への廃線跡

また南部区間のうちマッシー・パレゾーからサン＝レミ＝レ＝シュヴルーズまでは1939年に電化され、CMP区間と直通運転を行なった。これらの改良により、世界恐慌以来減少の続いていた乗客数は急上昇に転じた。一方で電化されないままだったサン＝レミ＝レ＝シュヴルーズ - リムール間は1939年に休止され、1940年には正式に廃止された。
リュクサンブールからパリ右岸方面への延長は資金難から着工に至らないまま、第二次世界大戦勃発により中止された。

### RER化
1960年代になると、郊外路線のパリ中心部乗り入れが再び計画された。
1977年、ソー線はセーヌ川を越えシャトレ＝レ・アル駅まで延長され、RERのB線となった。さらに1981年にはパリ北駅まで延長され、1983年からはシャルル・ド・ゴール国際空港等、パリ北部郊外へ向かう路線との直通運転が行われるようになった。

## ギャラリー

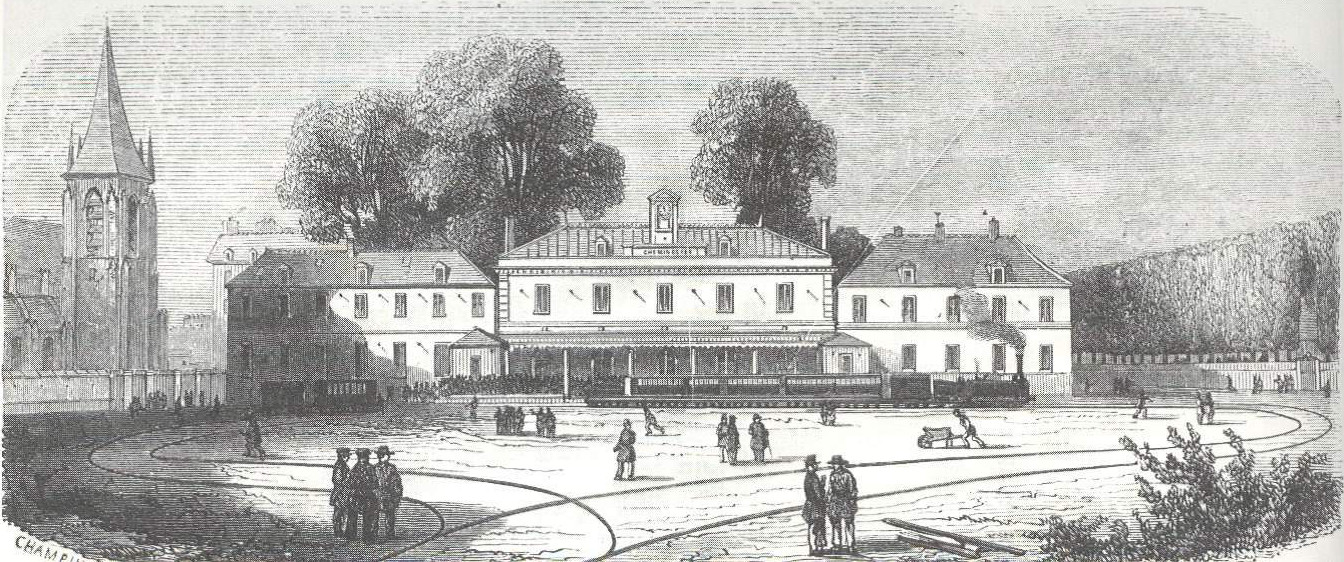
アルノー式時代のソー駅
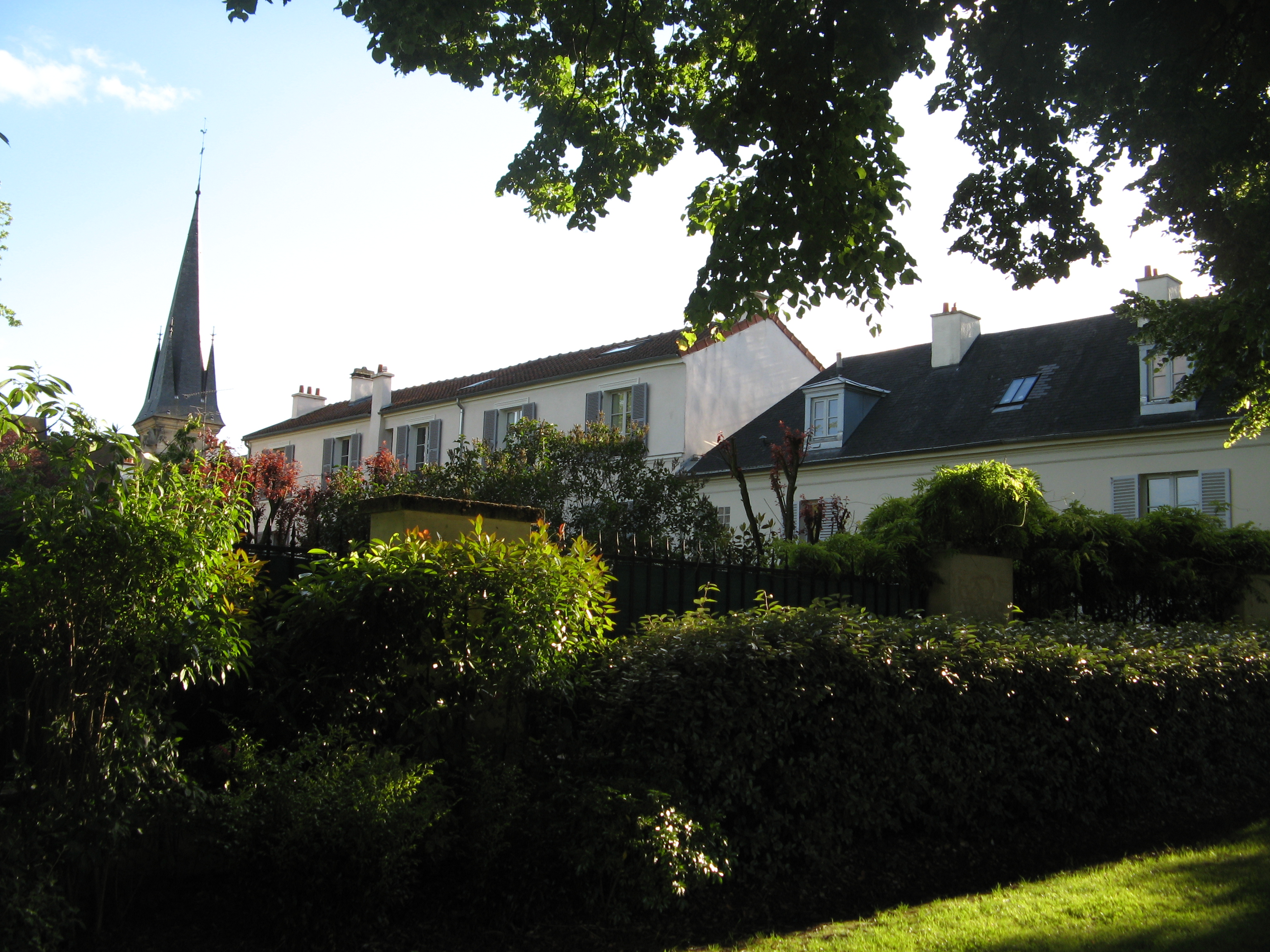
旧ソー駅駅舎
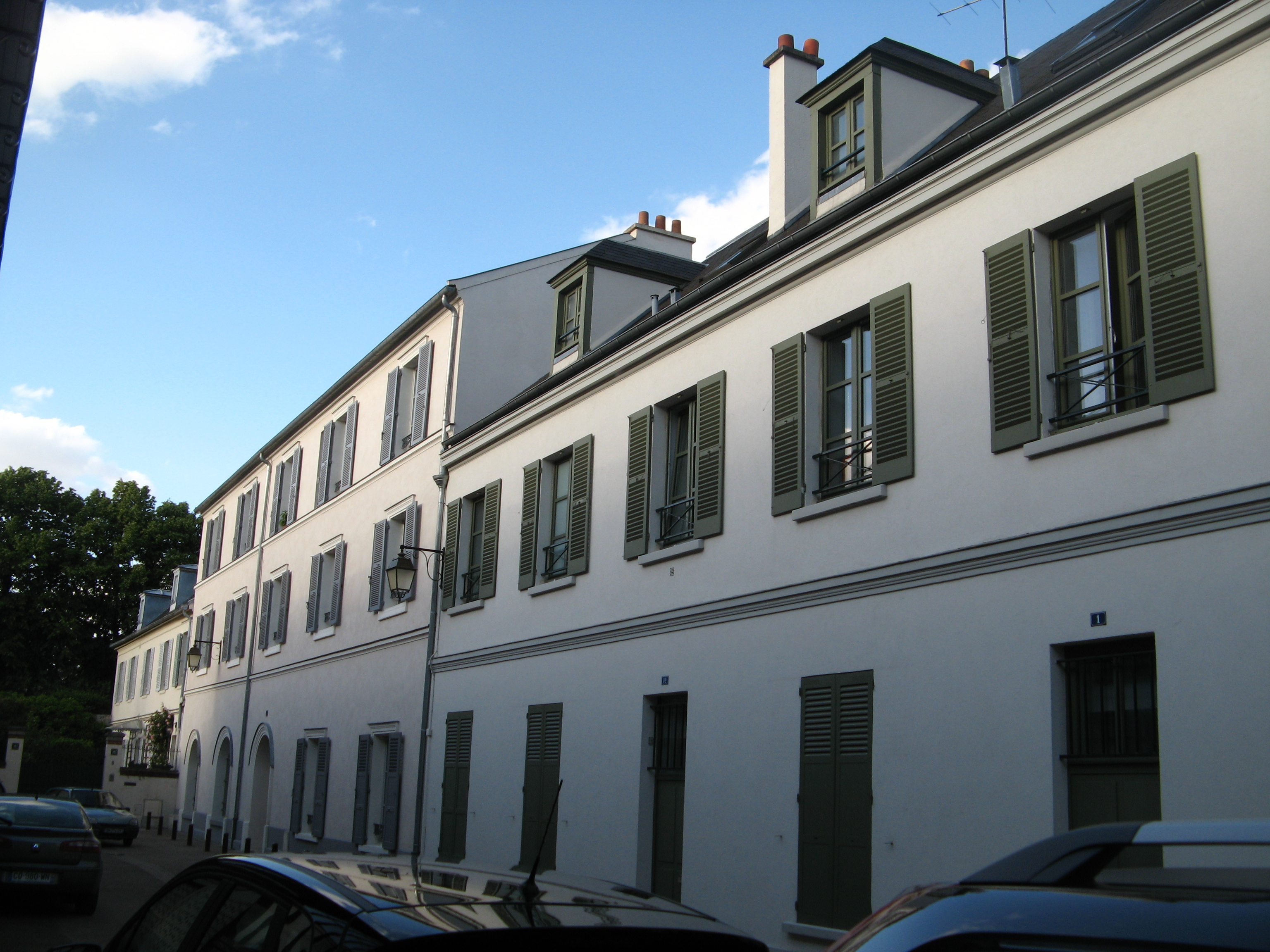
旧ソー駅駅舎
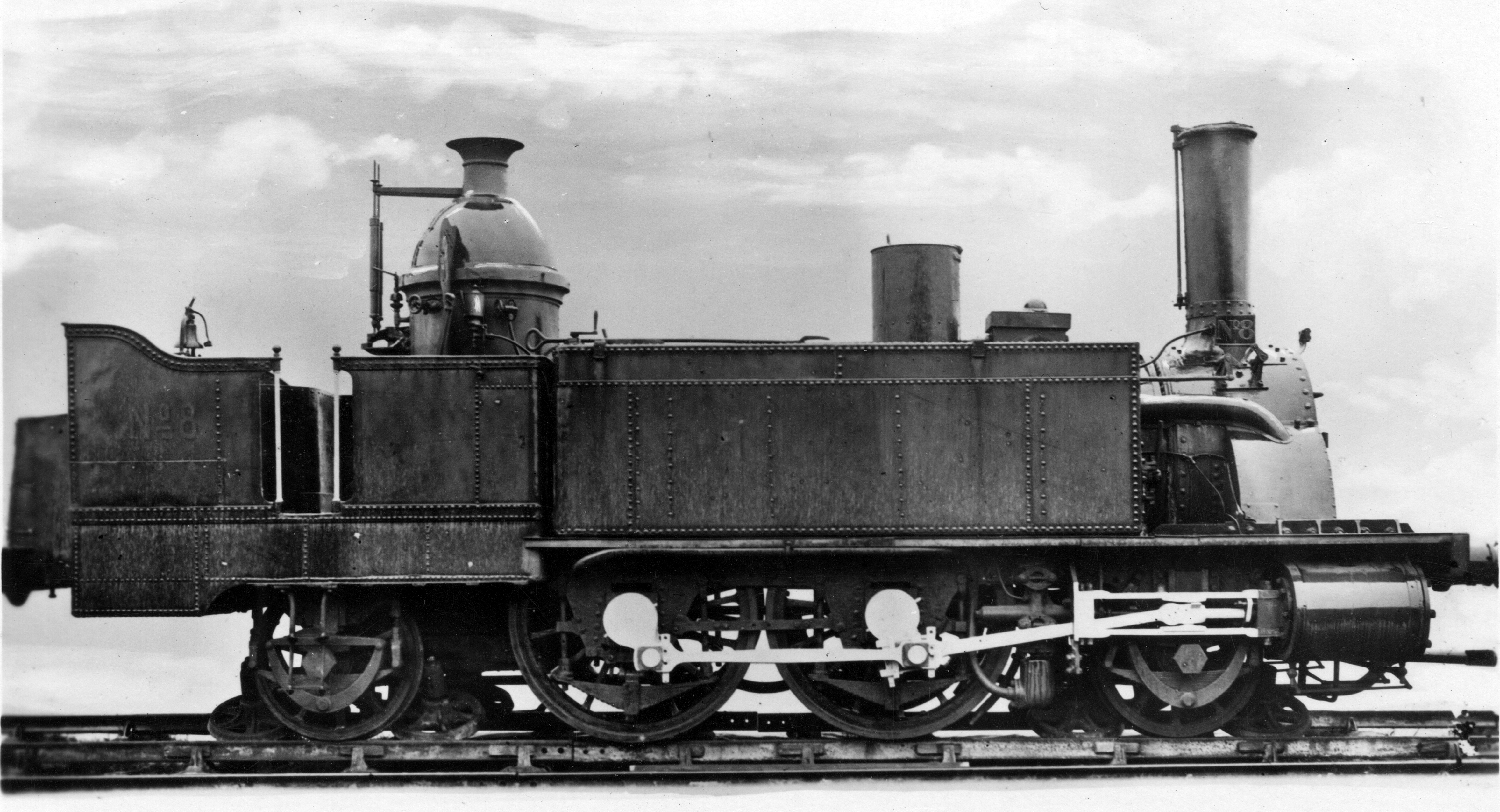
1855年にソー線用に製造された蒸気機関車
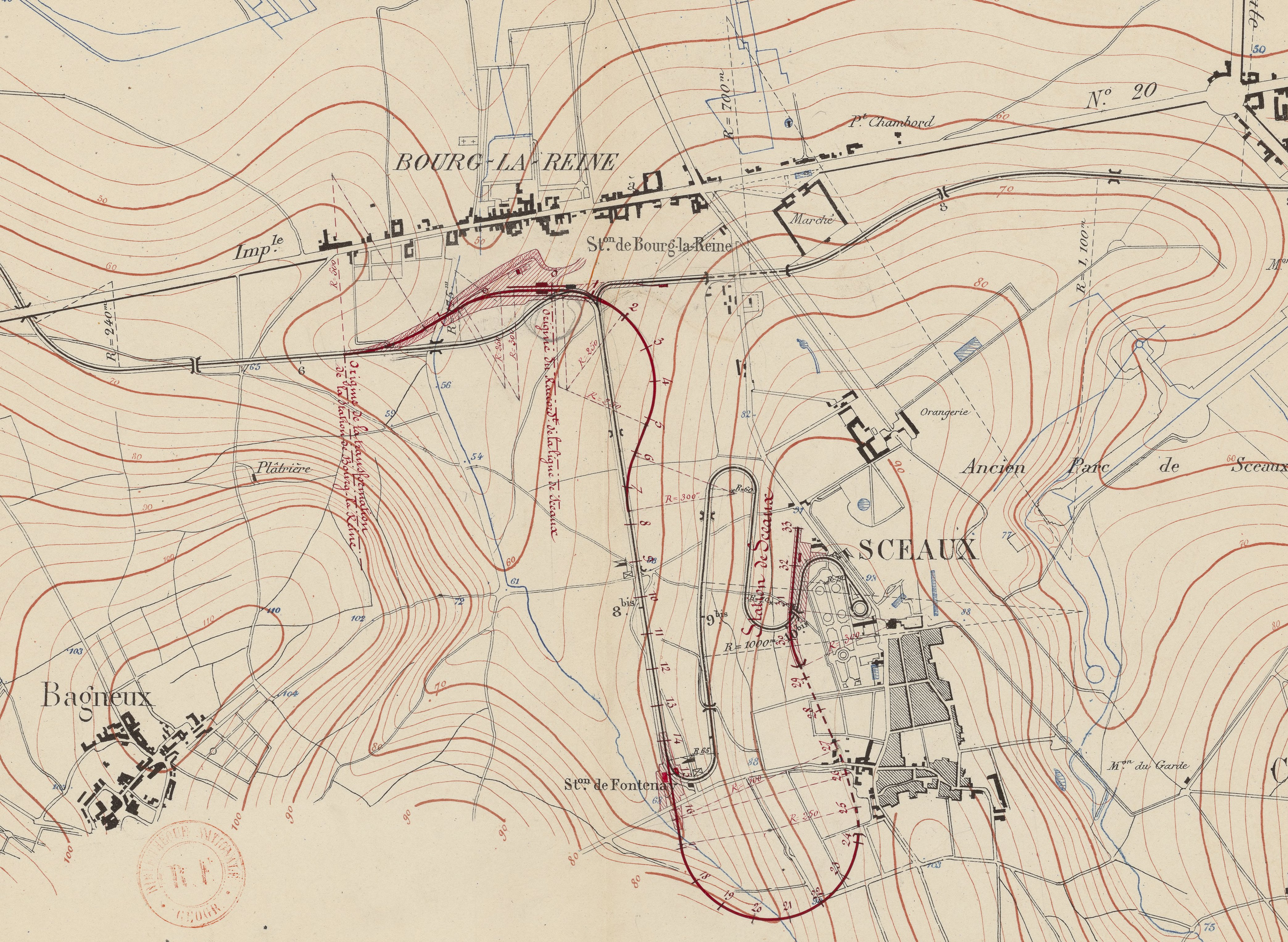
改軌の計画図